# Bảo tàng và Đài tưởng niệm Auschwitz-Birkenau
Bảo tàng và Đài tưởng niệm Auschwitz-Birkenau - Trại tập trung và tiêu diệt Đức Quốc xã cũ (tiếng Ba Lan: Państwowe Muzeum Auschwitz-Birkenau w Oświęcimiu) là một đài tưởng niệm và bảo tàng ở Oświęcim (tiếng Đức: Auschwitz), Ba Lan, bao gồm các trại tập trung của Đức Quốc xã, Auschwitz I và Auschwitz II-Birkenau. Nó được dành cho ký ức của các nạn nhân đã chết ở cả hai trại trong Thế chiến II. Bảo tàng thực hiện một số nhiệm vụ, bao gồm nghiên cứu Holocaust.

## Tổng quan
Bảo tàng được thành lập bởi đạo luật Sejm vào ngày 2 tháng 7 năm 1947; hành động xác định:
Địa điểm của trại tập trung Đức quốc xã cũ ở Auschwitz cùng với tất cả các tòa nhà và cơ sở đang đứng ở đó sẽ được lưu giữ mãi mãi như một 'Đài tưởng niệm Tử đạo của Quốc gia Ba Lan và các Quốc gia khác'. 
Khu vực này có diện tích là 191 hécta (470 mẫu Anh), hai mươi trong số đó ở trại Auschwitz I và 171 ha trong trại Auschwitz II. Từ năm 1979, trại tập trung cũ đã thuộc về Di sản văn hóa thế giới và hơn 25 triệu người đã đến thăm bảo tàng. Từ năm 1955 đến 1990, bảo tàng được chỉ đạo bởi một trong những người sáng lập và cựu tù nhân của nó, Kazimierz Smoleń.
Các khu vực gây thương nhớ là Auschwitz I, Auschwitz II- Birkenau, đoạn đường nối giữa Auschwitz và Birkenau, được sử dụng như một "điểm dừng gỡ lỗi" giữa năm 1942. Ba km giữa Auschwitz và Birkenau nằm trong khoảng cách đi bộ. Bảo tàng nằm trong một số tòa nhà ban đầu.
Trong năm 2017, 2,1 triệu người đã truy cập trang web. Năm 2006, hơn một triệu người từ 94 quốc gia đã đến thăm: từ Ba Lan (341.000), Mỹ (96.000), Anh (57.200), Ý (51.000), Đức (50.200), Pháp (39.100), Israel (37.200), Nam Hàn Quốc (35.400), Na Uy (30.600) và Tây Ban Nha (23.300).
Có 1,3 triệu khách trong năm 2009 và 1,38 triệu trong năm 2010. Năm 2011, hơn 1,4 triệu người từ 111 quốc gia đã đến thăm: từ Ba Lan (610.000), Vương quốc Anh (82.000), Ý (78.000), Israel (62.000), Đức (58.000), Pháp (56.000), Hoa Kỳ (52.000), Tây Ban Nha (46.000), Hàn Quốc và Cộng hòa Séc (43.000 mỗi quốc gia).

## Thay đổi tên theo UNESCO
Bộ Ngoại giao Ba Lan đã lên tiếng phản đối việc sử dụng cụm từ " trại tử thần Ba Lan " liên quan đến Auschwitz, trong trường hợp cụm từ cho rằng Ba Lan chứ không phải Đức đã gây ra Holocaust. Vào tháng 6 năm 2007, Ủy ban Di sản Thế giới của Liên Hợp Quốc đã thông báo rằng tên mới của họ cho địa điểm này là "Auschwitz Birkenau", với phụ đề "Trại tập trung và tiêu diệt Đức quốc xã (1940-1945)".